# Konrad Peutinger

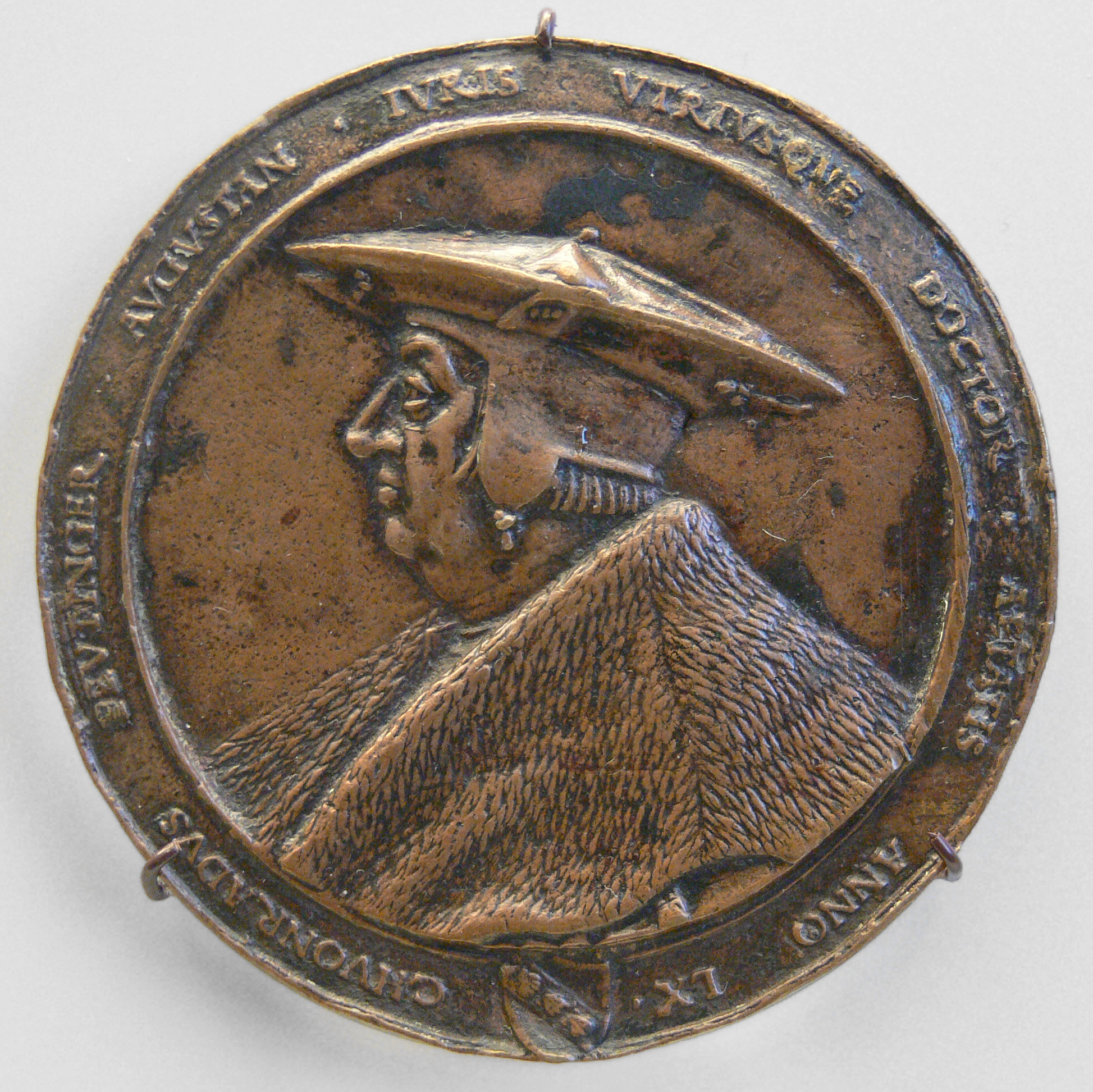
Friedrich Hagenauer: Konrad Peutinger, bronz, 1527 (Bode Múzeum, Berlin)

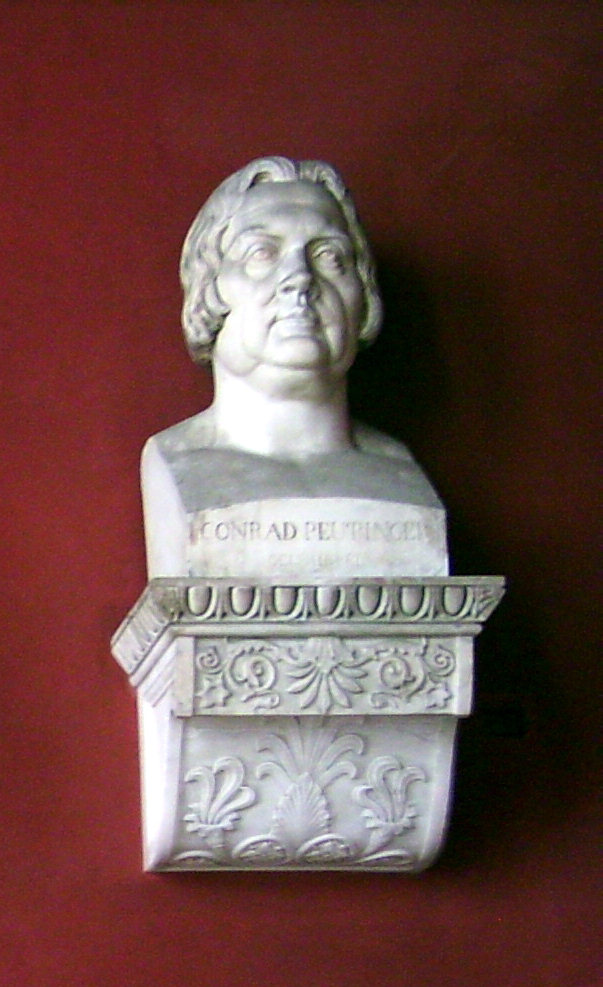
Posztumusz mellszobra a müncheni Ruhmeshalleban.

Konrad Peutinger (Augsburg, 1465. október 14. – Augsburg, 1547.december 28.) német régész, jogász, humanista, politikus.

## Életpályája
Augsburgi kereskedőcsaládból származott. Bolognában és Padovában jogot tanult. Egy ideig Rómában tartózkodott, majd 1493-ban szülővárosába tért vissza, amelyet több birodalmi gyűlésen képviselt. I. Miksa német-római császárnak kedves embere és kora egyik kiváló régésze volt. Róla nevezték el a Római Birodalom egyik térképét, a Tabula Peutingerianát, amely 1507-ben került elő és ő volt az első ismert tulajdonosa. Az ’’itinerarium pictum’’ a Római Birodalom első útvonaltérképe. A császár parancsára sok anyagot gyűjtött római feliratok másolataiból, amelyeknek egy részét ki is adta (Romanae vetustatis fragmenta 1505 és Inscriptiones Romanae, 1520), a többi kéziratban maradt. P., Welser Margit folytatta férje művét és ugyancsak összeállított egy római feliratgyűjteményt (megjelent Mertens kiadásában, Augsburg, 1778).

## Kiadott művei
- Analecta Lutherana. Briefe und Actenstücke zur Geschichte Luthers. Zugleich ein Supplement zu den bisherigen Sammlungen seines Briefwechsels, hrsg. v. Theodor Kolde, Gotha 1883, hier S. 30f.
- Briefe von und an Konrad Peutinger; Blasius Höltzl; Meinrad Molther, hrsg. v. Edmund von Oefele. Franz, München 1898
- Aus dem Briefwechsel des Humanisten Michael Hummelberger mit Conrad Peutinger, Frh. Chr. zu Schwarzenberg und K. Ursinus Velius, hrsg. v. Josef Neff, Tübingen 1900
- Konrad Peutingers Briefwechsel, hrsg. v. Erich König, München 1923